# Parornix acuta
Parornix acuta is een vlinder uit de familie mineermotten (Gracillariidae). De wetenschappelijke naam is voor het eerst geldig gepubliceerd in 1980 door Triberti.
De soort komt voor in Europa.